# Friederike Fless
Friederike Fless, née le 25 mai 1964 à Unna est une archéologue classique allemande, actuelle directrice de l'institut archéologique allemand, dont le siège est à Berlin.

## Carrière
Friederike Fless étudie de 1983 à 1992 l'archéologie classique, l'histoire de l'art et l'histoire antique aux universités de Trèves, de Wurtzbourg et de Mayence. C'est dans cette dernière université qu'elle défend sa thèse en 1992, dont le thème est Opferdiener und Kultmusiker auf stadtrömischen historischen Reliefs. Untersuchungen zur Ikonographie, Funktion und Benennung. Ensuite, elle est chercheuse à l'institut archéologique de Mayence, puis elle est boursière pour un voyage d'études de l'institut archéologique allemand pendant un an. De 1994 à 2000, elle est assistante de recherche à l'institut d'archéologie classique de l'université de Cologne. Elle y reçoit son habilitation en l'an 2000 après avoir présenté sa thèse intitulée Überlegungen zu den Formen der Aneignung und der Funktion attisch-rotfiguriger Vasen im 4. Jahrhundert v. Chr., puis est intégrée à l'université de Leipzig en tant que chercheuse scientifique à l'institut d'archéologie classique.
En 2003, Friederike Fless devient professeure ordinaire à l'université libre de Berlin. Elle est nommée en 2004 à la tête du centre interdisciplinaire du monde antique (IZAW) dépendant de l'université. Entre 2004 et 2008, elle préside l'union des archéologues allemands et à partir de 2006 compte parmi les membres de la direction centrale de l'institut d'archéologie allemand. Elle dirige avec Wolfram Hoepfner un projet de recherche concernant les remparts antiques de Messène et avec Iouri Zaïtsev étudie la présence romaine en Tauride (actuelle Crimée), surtout à Alma Kermen et à Ak Kaya. Elle s'investit aussi dans un autre projet intitulé Die Wahl der Medien sepulkraler Repräsentation im Bosporanischen Reich als Indikator kultureller Zuordnungen. En outre, elle appartient au comité éditorial de la revue d'archéologie Archäologischer Anzeiger. De 2007 à février 2011, elle dirige avec Christof Rapp (jusqu'en 2009) la Fondation de recherche allemande de l'université libre de Berlin et de l'université Humboldt de Berlin. Elle est nommée à la tête de l'institut allemand d'archéologie par les administrateurs en février 2011, succédant à Hans-Joachim Gehrke en avril suivant. C'est la première femme à ce poste.

## Quelques publications
- Opferdiener und Kultmusiker auf stadtrömischen historischen Reliefs. Untersuchungen zur Ikonographie, Funktion und Benennung. Zabern, Mainz, 1995  (ISBN 3-8053-1601-1) (zugleich Dissertation Universität Mainz 1995).
- Rotfigurige Keramik als Handelsware. Erwerb und Gebrauch attischer Vasen im mediterranen und pontischen Raum während des 4. Jhs. v. Chr. Leidorf, Rahden 2002 (Internationale Archäologie, Band 71)  (ISBN 3-89646-343-8) (zugleich Habilitationsschrift Universität zu Köln 2002).
- (Hrsg.), Bilder und Objekte als Träger kultureller Identität und interkultureller Kommunikation im Schwarzmeergebiet (Kolloquiumin Zschortau/Sachsen vom 13.–15. Februar 2003). Leidorf, Rahden, 2005 (Internationale Archäologie. Arbeitsgemeinschaft, Symposium, Tagung, Kongress; Band 6)  (ISBN 3-89646-436-1).
- avec Katja Moede, Klaus Stemmer (Hrsg.) : Schau mir in die Augen… Das antike Portrait. Exposition de la collection de plastique antique de l'université libre de Berlin, du 21 octobre 2006 au 18 février 2007. Berlin 2006. (Lecture et exposition en ligne)

## Source
- (de) Cet article est partiellement ou en totalité issu de l’article de Wikipédia en allemand intitulé « Friederike Fless » (voir la liste des auteurs).